# 上久保周哉
上久保 周哉（かみくぼ しゅうや、1993年4月12日 - ）は、日本の男性総合格闘家。神奈川県横浜市出身。

## 来歴
上久保周哉は、神奈川県横浜市で生まれ育った。日本大学在学中は柔道部に所属。全国体育系学生柔道体重別選手権大会などで結果を残してきた。しかし同じく柔道出身の日本人格闘家、青木真也が日本で複数のタイトルを手にした後、ONE Championshipライト級世界王者に輝いたことに触発され、総合格闘技に転向。以来、憧れの青木とは共に練習する機会にたびたび恵まれ、DEEPストロー級世界チャンピオンの和田竜光とは定期的に練習を重ねている。
　2014年のプロ転向後はパンクラスやTribe Tokyo Fightなど日本国内のプロモーションで活躍。DEEPフューチャーキングトーナメントで優勝するなど、2018年７月にONEチャンピオンシップに参戦するまで、６勝１敗1分という戦績を残している。 
　ONE参戦後は無傷の6連勝を飾った。その後、2023年5月28日、Road to UFC Season2:Shanghaiに出場。バンタム級トーナメント1回戦でバーエゴン・ジェライスーと対戦し、スプリット判定で勝利を収め、準決勝に進出した。

## 戦績

### 総合格闘技
| 総合格闘技 戦績 | 総合格闘技 戦績 | 総合格闘技 戦績 | 総合格闘技 戦績 | 総合格闘技 戦績 | 総合格闘技 戦績 | 総合格闘技 戦績 |
| --------------- | --------------- | --------------- | --------------- | --------------- | --------------- | --------------- |
| 18 試合         | (T)KO           | 一本            | 判定            | その他          | 引き分け        | 無効試合        |
| 15 勝           | 3               | 5               | 7               | 0               | 1               | 0               |
| 2 敗            | 0               | 0               | 2               | 0               | 1               | 0               |

| 勝敗 | 対戦相手                 | 試合結果                          | 大会名                                                | 開催年月日     |
|      | エリック・シェルトン     |                                   | LFA 215: Miranda vs. Barzilay                         | 2025年8月22日  |
| ○    | マテウス・サントス       | 1R 4:37 ツイスター                | LFA 202: Nkuta vs. Garcia                             | 2025年2月21日  |
| ○    | ぺ・ジョンウ             | 1R 3:48 リアネイキッドチョーク    | GLADIATOR 024 in OSAKA                                | 2023年12月9日  |
| ×    | シャオ・ロン             | 5分3R終了 判定0-2                 | Road to UFC Season2:Singapore 【トーナメント 準決勝】 | 2023年8月27日  |
| ○    | バーエゴン・ジェライスー | 5分3R終了 判定2-1                 | Road to UFC Season2:Shanghai 【トーナメント 1回戦】   | 2023年5月28日  |
| ○    | トロイ・ウォーゼン       | 3R 4:36 リアネイキッドチョーク    | One Championship: Heavy Hitters                       | 2022年1月14日  |
| ○    | ミチェル・チャマール     | 2R 2:13 リアネイキッドチョーク    | ONE Championship: One on TNT 2                        | 2021年4月15日  |
| ○    | ブルーノ・プッチ         | 5分3R終了 判定3-0                 | ONE Championship: Edge of Greatness                   | 2019年11月22日 |
| ○    | キム・デファン           | 5分3R終了 判定3-0                 | ONE Championship: Clash of Legends                    | 2019年2月16日  |
| ○    | モハメド・アイマン       | 5分3R終了 判定3-0                 | ONE Championship: Heart of the Lion                   | 2018年11月9日  |
| ○    | スノト                   | 2R 3:54 TKO                       | ONE Championship: Battle for the Heavens              | 2018年7月7日   |
| ○    | 小蒼 卓也                | 5分2R終了 判定3-0                 | Tribe Tokyo Fight-TTF Challenge 07                    | 2017年10月9日  |
| ○    | 井関遼                   | 3分3R終了 判定3-0                 | PANCRASE 281                                          | 2016年10月2日  |
| ○    | 平岡将英                 | 3分3R終了 判定3-0                 | PANCRASE 277                                          | 2016年4月24日  |
| △    | ハシャーン・フヒト       | 5分2R終了 1-0 ドロー              | DEEP 74                                               | 2015年12月20日 |
| ×    | 土肥潤                   | 5分2R終了 判定0-3                 | Tribe Tokyo Fight-TTF Challenge 05                    | 2015年9月23日  |
| ○    | 狸瑪猿シュン             | 2R 1:55 TKO（グラウンドの肘打ち） | PANCRASE 267                                          | 2015年5月31日  |
| ○    | FUMI                     | 2R 2:01 TKO                       | GRACHAN 15                                            | 2014年11月30日 |
| ○    | 小林拓伍                 | 1R 2:52 腕ひしぎ十字固め          | Fighting NEXUS vol.1                                  | 2014年9月28日  |

## 獲得タイトル
- DEEPフューチャーキングトーナメント フェザー級 優勝（2014年）